# Contea di St. Clair (Illinois)
La contea di St. Clair (in inglese St. Clair County) è una contea dello Stato dell'Illinois, negli Stati Uniti. La popolazione al censimento del 2000 era di 256 082 abitanti. Il capoluogo di contea è Belleville.